# Xã Champion, Quận Wilkin, Minnesota
Xã Champion (tiếng Anh: Champion Township) là một xã thuộc quận Wilkin, tiểu bang Minnesota, Hoa Kỳ. Năm 2010, dân số của xã này là 53 người.